# Nobelmuseum

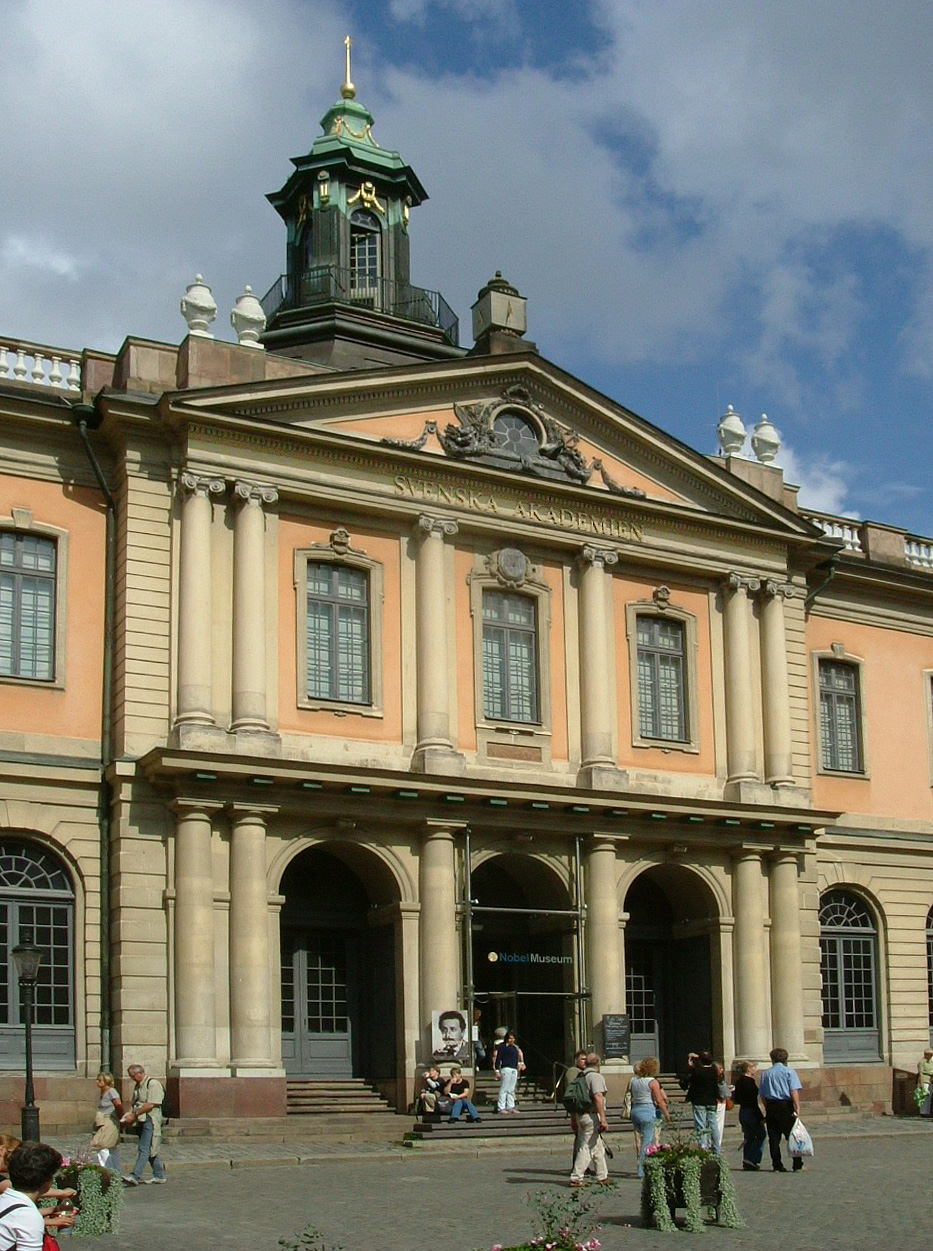
Eingang des Museums

Das jetzige Nobelpreismuseum (vormals das Nobelmuseum) (schw.: Nobelprismuseet) ist ein schwedisches Museum in Stockholm.
Das Museum widmet sich Informationen um den Nobelpreis, Nobelpreisgewinnern von 1901 bis zur Gegenwart und dem Leben des Nobelpreisstifters Alfred Nobel (1833–1896). Es ist gemeinsam mit der Schwedischen Akademie und deren Nobelbibliothek im ehemaligen Gebäude der Stockholmer Börse untergebracht, das sich am Platz Stortorget in der Altstadt von Stockholm befindet. Das Museum zeigte Ausstellungen zu Persönlichkeiten wie Marie Curie, Nelson Mandela oder Winston Churchill sowie weiteren Nobelpreisträgern. Im Frühjahr 2001 öffnete das Museum.
Nach Fertigstellung des geplanten Nobel-Center soll das Museum in das neue Gebäude umziehen.